# ГЕС Quang Tri
ГЕС Quang Tri (Rào Quán) — гідроелектростанція у центральній частині В'єтнаму. Знаходячись перед малою ГЕС Hạ Rào Quán (6,4 МВт), становить верхній ступінь каскаду на річці Rao Quan, лівій притоці Thach Han (впадає у Південнокитайське море за 140 км на північний захід від Дананга).
У межах проєкту річку перекрили кам'яно-накидною греблею з бетонним облицюванням висотою 78 метрів, довжиною 293 метри та товщиною по гребеню 8 метрів. Крім того, існує земляна дамба висотою 30 метрів та довжиною 200 метрів. Разом вони утримують водосховище з площею поверхні 8,6 км2 та об'ємом 163 млн м3 (корисний об'єм 141 млн м3).
Зі сховища через правобережний масив прокладено дериваційний тунель довжиною 5,7 км з діаметром 3 метри, а на завершальному етапі ресурс прямує через прокладений по схилу відкритий водовід довжиною 0,6 км. Крім того, в системі працює запобіжний балансувальний резервуар.
Машинний зал обладнали двома турбінами типу Френсіс загальною потужністю 64 МВт, які при напорі у 51 метр забезпечують виробництво 214 млн кВт·год електроенергії на рік.
Видача продукції відбувається по ЛЕП, розрахованій на роботу під напругою 110 кВ.
Окрім виробництва електроенергії, комплекс забезпечує зрошення 13,8 тисячі гектарів земель.